# کیمبرلی الیز
کیمبرلی الیز (انگلیسی: Kimberly Elise؛ زادهٔ ۱۷ آوریل ۱۹۶۷) یک هنرپیشه اهل ایالات متحده آمریکا است. وی از سال ۱۹۹۴ میلادی تاکنون مشغول فعالیت بوده‌است.
از فیلم‌ها یا برنامه‌های تلویزیونی که وی در آن نقش داشته است می‌توان به جان کیو اشاره کرد.